# Eiche Kapellenbrink 22 (Groß-Buchholz)
Die Eiche Kapellenbrink 22 (Groß-Buchholz) an der Straße Kapellenbrink im Kern des alten Dorfes von Groß-Buchholz, dem heutigen hannoverschen Stadtteil Groß-Buchholz, wurde am 12. Juni 1986 zum Naturdenkmal erklärt und wird unter der Nummer ND-H 233 geführt. Der Baum ist nach seiner Art eine Stieleiche (Quercus robur). Er steht am Rand des früheren bäuerlichen Dorfes mit noch mehreren Fachwerkhäusern auf einem schmalen Grünstreifen am Kapellenbrink/Antoniusweg im Übergang zur Karla-Schmidt-Straße. Der Baum wurde von der Stadt Hannover in den 2010er Jahren schon mehrfach beschnitten, da nicht nur Zweige, sondern ganze Äste vertrocknet waren. Auf drei Etagen wurden im Zuge dieser Arbeiten Seile und Gurte gespannt, die ein Auseinanderbrechen des Baumes verhindern sollen. Schon vor Jahren waren die obersten Seile angebracht worden, die jüngeren Sicherungen, auch mit Eisenketten, entstanden 2019 und 2020. Der Rückschnitt mit erheblichen Eingriffen in die Substanz des Baumes und die Sicherungen sind auch für Nichtfachleute deutlich zu erkennen, insbesondere wenn der Baum unbelaubt ist. Die Wurzeln der Eiche sind zu einem Teil durch die Asphaltdecke der Straße bedeckt. Ein neben dem Baum angebrachtes Schild der Stadt Hannover zur Information enthält Daten über den Baum auf dem Stand von der Mitte der 1980er Jahre. Das Schild ist teilweise noch lesbar.
Die erste Unterschutzstellung erfolgte durch die Stadt Hannover als zu dieser Zeit für Naturschutz zuständiger Behörde. Die Aufgaben der unteren Naturschutzbehörde hat inzwischen die Region Hannover übernommen. Sie legte 2010 in einer Sammelverordnung die Naturdenkmale in ihrem Gebiet neu fest und begründete die Unterschutzstellung für diesen Baum mit dieser Beschreibung:
Sehr große, das Ortsbild von [Groß-]Buchholz prägende Eiche.
und nannte als Schutzzweck
Die Eiche wird wegen ihrer Größe und als Zeugnis der dörflichen Vergangenheit von Groß-Buchholz geschützt.
Als Standort wird angegeben: „Am öffentlichen Weg vor dem Grundstück Kapellenbrink 22“ mit diesen Flurdaten: „Hannover-Groß-Buchholz, Flur 11, Flurstück 5/4“.
Wenige Meter weiter nördlich ist eine andere Eiche als Naturdenkmal (Eiche Kapellenbrink 10 (Groß-Buchholz) ND-H 231) ausgewiesen. Ein weiteres Naturdenkmal im Kern des alten Dorfes ist die Rotbuche Groß-Buchholzer-Kirchweg 66 (ND-H 232).